# Zard

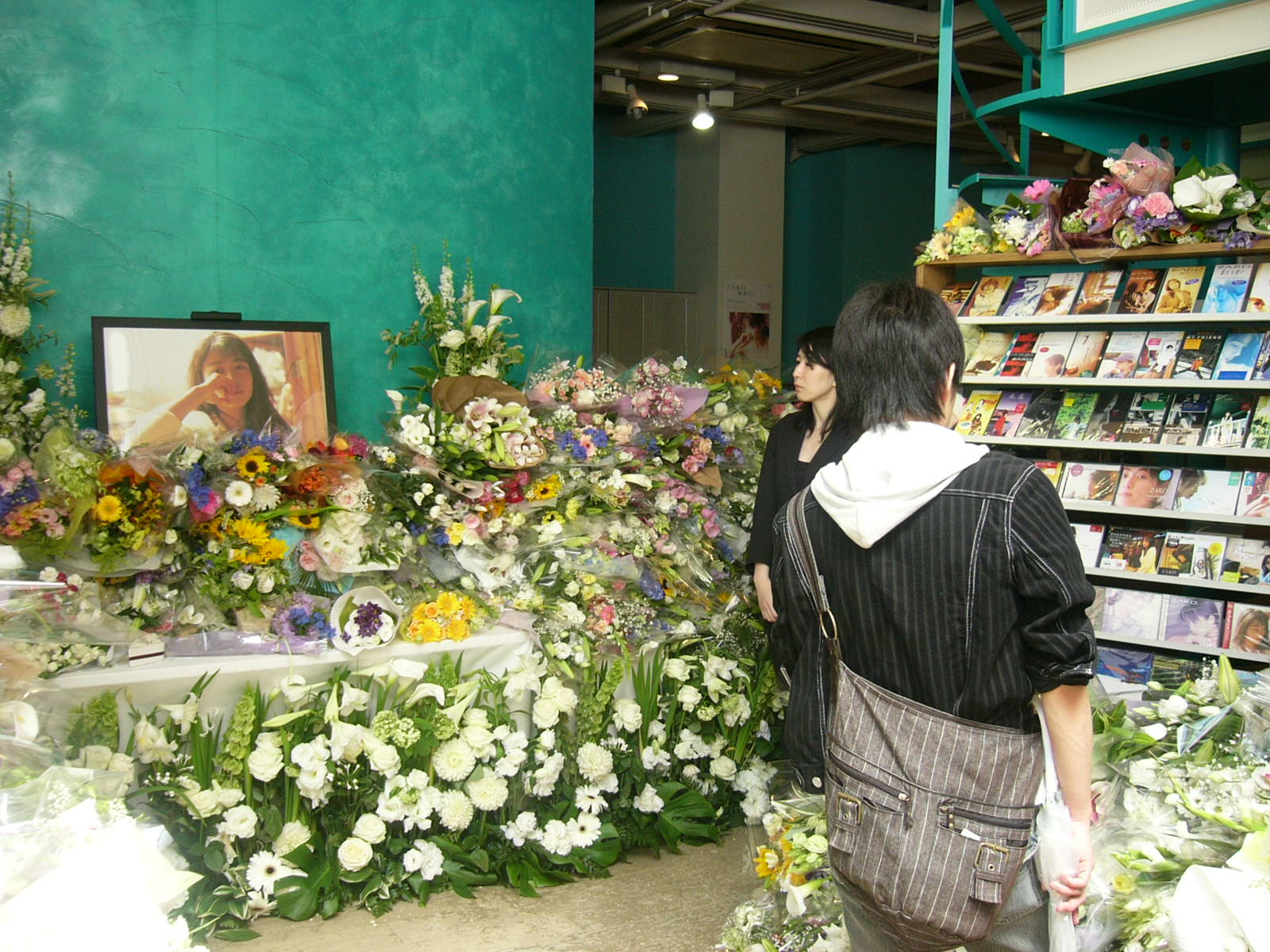
Blumengebinde anlässlich des Todes von Izumi Sakai mit einem Foto der Künstlerin

Izumi Sakai (jap. 坂井泉水, eigentlich 蒲池幸子 Kamachi Sachiko; * 6. Februar 1967 in Kurume; † 27. Mai 2007 in Tokio) war eine japanische Popsängerin, die ab 1992 nur noch unter dem Pseudonym Zard auftrat.

## Allgemein
Zard war ursprünglich eine aus fünf Mitgliedern bestehende Gruppe, die ihre erste Single „Good-bye My Loneliness“ am 10. Februar 1991 veröffentlichte. Schon das dritte Album im September 1992 wurde jedoch nur noch von der Sängerin Izumi Sakai auf den Markt gebracht, die für ihre folgende Solokarriere den Namen Zard beibehielt.
Es sind nur wenige persönliche Informationen über die Künstlerin bekannt, da ihr Label kaum Informationen herausgab und sie nur selten vor Publikum auftrat.
Sakai schrieb die Texte ihrer Songs selbst und hat auch für andere Künstler Texte geschrieben. Einige ihrer Singles wurden für weltweit bekannte Anime-Serien verwendet, unter anderem für Detektiv Conan und Dragonball.
Sakai war eine der erfolgreichsten japanischen Sängerinnen der 1990er-Jahre. Elf ihrer Singles erreichten Platz eins der Oricon-Singles-Charts, neun Alben kamen auf Platz eins der Oricon-Album-Charts. Insgesamt hat sie 42 Singles und 17 Alben veröffentlicht.
Izumi Sakai war nach Diagnostizierung von Gebärmutterhalskrebs seit Juni 2006 wiederholt in ärztlicher Behandlung. Während eines stationären Aufenthaltes in einem Universitätskrankenhaus in Tokio stürzte sie am 26. Mai 2007 bei einem Spaziergang auf dem Klinikgelände schwer und starb einen Tag später an den dabei erlittenen Kopfverletzungen.
Am 14. September 2007 fand ihr zu Ehren im Nippon Budōkan in Tokio ein Gedenkkonzert mit 13.000 Besuchern statt, darunter auch Mitglieder bekannter japanischer Bands.

## Diskografie

### Studioalben
| Jahr | Titel                                                                 | Höchstplatzierung, Gesamtwochen, AuszeichnungChartsChartplatzierungen (Jahr, Titel, Platzierungen, Wochen, Auszeichnungen, Anmerkungen) | Anmerkungen                             |
| Jahr | Titel                                                                 | JP | Anmerkungen                             |
| ---- | --------------------------------------------------------------------- | --- | --------------------------------------- |
| 1991 | Good-Bye My Loneliness                                                | JP34 Platin · (46 Wo.)JP | Erstveröffentlichung: 27. März 1991     |
| 1991 | Mō Sagasanai (もう探さない)                                           | JP36 Platin · (58 Wo.)JP | Erstveröffentlichung: 25. Dezember 1991 |
| 1992 | Hold Me                                                               | JP2 ×3Dreifachplatin · (73 Wo.)JP | Erstveröffentlichung: 2. September 1992 |
| 1993 | Yureru Omoi (揺れる想い)                                              | JP1 ×2Doppeldiamant · (58 Wo.)JP | Erstveröffentlichung: 10. Juli 1993     |
| 1994 | Oh My Love                                                            | JP1 ×2Doppeldiamant · (77 Wo.)JP | Erstveröffentlichung: 4. Juni 1994      |
| 1995 | Forever You                                                           | JP1 ×4Vierfachplatin · (36 Wo.)JP | Erstveröffentlichung: 10. März 1995     |
| 1996 | Today Is Another Day                                                  | JP1 ×4Vierfachplatin · (42 Wo.)JP | Erstveröffentlichung: 8. Juli 1996      |
| 1999 | Eien (永遠)                                                           | JP1 ×3Dreifachplatin · (18 Wo.)JP | Erstveröffentlichung: 17. Februar 1999  |
| 2001 | Toki no Tsubasa (時間(とき)の翼)                                      | JP1 Platin · (14 Wo.)JP | Erstveröffentlichung: 15. Februar 2001  |
| 2004 | Tomatteita Tokei ga Ima Ugokidashita (止まっていた時計が今動き出した) | JP2 Platin · (22 Wo.)JP | Erstveröffentlichung: 28. Januar 2004   |
| 2005 | Kimi to no Distance (君とのDistance)                                  | JP3 Gold · (20 Wo.)JP | Erstveröffentlichung: 7. September 2005 |

### Kompilationen
| Jahr | Titel                                                       | Höchstplatzierung, Gesamtwochen, AuszeichnungChartsChartplatzierungen (Jahr, Titel, Platzierungen, Wochen, Auszeichnungen, Anmerkungen) | Anmerkungen                              |
| Jahr | Titel                                                       | JP | Anmerkungen                              |
| ---- | ----------------------------------------------------------- | --- | ---------------------------------------- |
| 1997 | Zard Blend: Sun & Stone                                     | JP1 ×2Doppeldiamant · (54 Wo.)JP | Erstveröffentlichung: 23. April 1997     |
| 1999 | Zard Best the Single Collection: Kiseki                     | JP1 ×3Dreifachdiamant · (45 Wo.)JP | Erstveröffentlichung: 28. Mai 1999       |
| 1999 | Zard Best: Requested Memorial                               | JP1 ×4Vierfachplatin · (27 Wo.)JP | Erstveröffentlichung: 15. September 1999 |
| 2001 | Zard Blend II: Leaf & Snow                                  | JP4 Platin · (11 Wo.)JP | Erstveröffentlichung: 21. November 2001  |
| 2006 | Golden Best: 15th Anniversary                               | JP1 Diamant · (81 Wo.)JP | Erstveröffentlichung: 25. Oktober 2006   |
| 2007 | Soffio di Vento: Best of Izumi Sakai Selection              | JP2 Gold · (14 Wo.)JP | Erstveröffentlichung: 15. August 2007    |
| 2007 | Brezza di Mare: Dedicated to Izumi Sakai                    | JP3 Gold · (20 Wo.)JP | Erstveröffentlichung: 15. August 2007    |
| 2008 | Zard Request Best: Beautiful Memory                         | JP1 Platin · (23 Wo.)JP | Erstveröffentlichung: 23. Januar 2008    |
| 2011 | Zard Single Collection: 20th Anniversary                    | — | Erstveröffentlichung: 10. Februar 2011   |
| 2012 | Zard Album Collection: 20th Anniversary                     | JP26 (3 Wo.)JP | Erstveröffentlichung: 1. Januar 2012     |
| 2016 | Zard Forever Best: 25th Anniversary                         | JP4 Gold · (266 Wo.)JP | Erstveröffentlichung: 10. Februar 2016   |
| 2017 | Zard Forever Best ～25th Anniversary～ (季節限定ジャケット) | JP59 (6 Wo.)JP | Erstveröffentlichung: 17. Mai 2017       |

### Livealben
| Jahr | Titel                | Höchstplatzierung, Gesamtwochen, AuszeichnungChartsChartplatzierungen (Jahr, Titel, Platzierungen, Wochen, Auszeichnungen, Anmerkungen) | Anmerkungen                           |
| Jahr | Titel                | JP | Anmerkungen                           |
| ---- | -------------------- | --- | ------------------------------------- |
| 2000 | Zard Cruising & Live | JP2 Platin · (6 Wo.)JP | Erstveröffentlichung: 26. Januar 2000 |

### Singles
| Jahr | Titel Album | Höchstplatzierung, Gesamtwochen, AuszeichnungChartsChartplatzierungen (Jahr, Titel, Album, Platzierungen, Wochen, Auszeichnungen, Anmerkungen) | Anmerkungen                                                           |
| Jahr | Titel Album | JP | Anmerkungen                                                           |
| ---- | --- | --- | --------------------------------------------------------------------- |
| 1991 | Good-Bye My Loneliness | JP9 Gold · (15 Wo.)JP | Erstveröffentlichung: 10. Februar 1991                                |
| 1991 | Fushigi ne... (不思議ね…) Mō Sagasanai | JP30 (5 Wo.)JP | Erstveröffentlichung: 25. Juni 1991                                   |
| 1991 | Mou Sagasanai (もう探さない) Mō Sagasanai | JP39 (9 Wo.)JP | Erstveröffentlichung: 6. November 1991                                |
| 1992 | Nemurenai Yoru wo Daite (眠れない夜を抱いて) Hold Me | JP8 Platin · (17 Wo.)JP | Erstveröffentlichung: 5. August 1992                                  |
| 1992 | In My Arms Tonight Yureru Omoi | JP9 Gold · (13 Wo.)JP | Erstveröffentlichung: 9. September 1992                               |
| 1993 | Makenaide (負けないで) Yureru Omoi | JP1 ×4Vierfachplatin + Platin (Digital) · (18 Wo.)JP                                                                                           | Erstveröffentlichung: 27. Januar 1993 · + JP: Gold (Mobile Downloads) |
| 1993 | Kimi ga Inai (君がいない) Yureru Omoi | JP1 Diamant · (37 Wo.)JP | Erstveröffentlichung: 21. April 1993                                  |
| 1993 | Yureru Omoi (揺れる想い) Yureru Omoi | JP1 ×3Dreifachplatin · (16 Wo.)JP | Erstveröffentlichung: 19. Mai 1993                                    |
| 1993 | Endless Dreams (果てしない夢を) Yureru Omoi | JP1 Platin · (21 Wo.)JP | Erstveröffentlichung: 2. Juni 1993 Zyyg／Rev／Zard ＆ Wands           |
| 1993 | Mou Sukoshi, Ato Sukoshi... (もう少し あと少し・・・) Yureru Omoi                                                                                       | JP2 ×2Doppelplatin · (13 Wo.)JP | Erstveröffentlichung: 4. September 1993                               |
| 1993 | Kitto Wasurenai (きっと忘れない) Yureru Omoi | JP1 ×2Doppelplatin · (16 Wo.)JP | Erstveröffentlichung: 3. November 1993                                |
| 1994 | Kono Ai ni Oyogi Tsukarete mo / Boy (この愛に泳ぎ疲れても / Boy) Oh My Love                                                                             | JP1 ×2Doppelplatin · (16 Wo.)JP | Erstveröffentlichung: 2. Februar 1994                                 |
| 1994 | Konna ni Soba ni Iru no ni (こんなにそばに居るのに) Forever You                                                                                         | JP1 Platin · (13 Wo.)JP | Erstveröffentlichung: 8. August 1994                                  |
| 1994 | Anata wo Kanjiteitai (あなたを感じていたい) Forever You                                                                                                 | JP2 ×2Doppelplatin · (11 Wo.)JP | Erstveröffentlichung: 24. Dezember 1994                               |
| 1995 | Just Believe in Love Forever You | JP2 Platin · (12 Wo.)JP | Erstveröffentlichung: 1. Februar 1995                                 |
| 1995 | Ai ga Mienai (愛が見えない) Today Is Another Day | JP2 Platin · (12 Wo.)JP | Erstveröffentlichung: 5. Juni 1995                                    |
| 1995 | Sayonara wa Ima mo Kono Mune ni Imasu (サヨナラは今もこの胸に居ます) Today Is Another Day                                                               | JP1 Platin · (9 Wo.)JP | Erstveröffentlichung: 21. August 1995                                 |
| 1996 | My Friend (マイ フレンド) Today Is Another Day | JP1 Diamant + Gold (Digital) · (22 Wo.)JP | Erstveröffentlichung: 8. Januar 1996                                  |
| 1996 | Kokoro wo Hiraite (心を開いて) Today Is Another Day | JP1 ×2Doppelplatin · (16 Wo.)JP | Erstveröffentlichung: 6. Mai 1996                                     |
| 1997 | Don’t You See! Zard Blend: Sun & Stone | JP1 Platin · (15 Wo.)JP | Erstveröffentlichung: 6. Januar 1997                                  |
| 1997 | Kimi ni Aitaku Nattara... (君に逢いたくなったら・・・) Zard Blend: Sun & Stone                                                                          | JP2 Platin · (12 Wo.)JP | Erstveröffentlichung: 26. Februar 1997                                |
| 1997 | Kaze ga Toori Nukeru Machi he (風が通り抜ける街へ) Eien                                                                                                 | JP3 Platin · (9 Wo.)JP | Erstveröffentlichung: 2. Juli 1997                                    |
| 1997 | Eien (永遠) Eien | JP1 Platin · (14 Wo.)JP | Erstveröffentlichung: 20. August 1997                                 |
| 1997 | My Baby Grand ~Nukumori ga Hoshikute~ (My Baby Grand 〜ぬくもりが欲しくて〜) Eien                                                                       | JP3 Platin · (10 Wo.)JP | Erstveröffentlichung: 3. Dezember 1997                                |
| 1998 | Iki mo Dekinai (息もできない) Eien | JP3 Platin · (11 Wo.)JP | Erstveröffentlichung: 4. März 1998                                    |
| 1998 | Unmei no Roulette Mawashite (運命のルーレット廻して) Eien                                                                                               | JP1 Platin · (10 Wo.)JP | Erstveröffentlichung: 17. September 1998                              |
| 1998 | Atarashii Door ~Fuyu no Himawari~ (新しいドア ~冬のひまわり~) Eien                                                                                      | JP3 Gold · (9 Wo.)JP | Erstveröffentlichung: 2. Dezember 1998                                |
| 1998 | Good Day Eien | JP2 Gold · (9 Wo.)JP | Erstveröffentlichung: 2. Dezember 1998                                |
| 1999 | Mind Games Zard Best: Requested Memorial | JP1 Gold · (7 Wo.)JP | Erstveröffentlichung: 7. April 1999                                   |
| 1999 | Sekai wa Kitto Mirai no Naka (世界はきっと未来の中) Toki no Tsubasa                                                                                     | JP2 Gold · (10 Wo.)JP | Erstveröffentlichung: 16. Juni 1999                                   |
| 1999 | Itai Kurai Kimi ga Afureteiru yo (痛いくらい君があふれているよ) Toki no Tsubasa                                                                         | JP5 (7 Wo.)JP | Erstveröffentlichung: 14. Oktober 1999                                |
| 1999 | Kono Namida Hoshi ni Nare (この涙星になれ) Toki no Tsubasa                                                                                              | JP5 Gold · (6 Wo.)JP | Erstveröffentlichung: 1. Dezember 1999                                |
| 2000 | Get U’re Dream Toki no Tsubasa | JP4 Platin · (8 Wo.)JP | Erstveröffentlichung: 6. September 2000                               |
| 2000 | Promised You Toki no Tsubasa | JP6 Gold · (5 Wo.)JP | Erstveröffentlichung: 15. November 2000                               |
| 2002 | Sawayakana Kimi no Kimochi (さわやかな君の気持ち) Tomatteita Tokei ga Ima Ugokidashita                                                                  | JP4 Gold · (5 Wo.)JP | Erstveröffentlichung: 22. Mai 2002                                    |
| 2003 | Ashita wo Yume Mite (明日を夢見て) Tomatteita Tokei ga Ima Ugokidashita                                                                                 | JP4 (8 Wo.)JP | Erstveröffentlichung: 9. April 2003                                   |
| 2003 | Hitomi Tojite (瞳閉じて) Tomatteita Tokei ga Ima Ugokidashita                                                                                           | JP4 Gold · (7 Wo.)JP | Erstveröffentlichung: 9. Juli 2003                                    |
| 2003 | Foreigner (異邦人) Tomatteita Tokei ga Ima Ugokidashita                                                                                                 | JP— GoldJP | Erstveröffentlichung: 27. August 2003 Tak Matsumoto feat. Zard        |
| 2003 | Motto Chikaku de Kimi no Yokogao Mitetai (もっと近くで君の横顔見ていたい) Tomatteita Tokei ga Ima Ugokidashita                                          | JP8 (10 Wo.)JP | Erstveröffentlichung: 12. November 2003                               |
| 2004 | Kakegae no Nai Mono (かけがえのないもの) Kimi to no Distance                                                                                            | JP4 (6 Wo.)JP | Erstveröffentlichung: 23. Juni 2004                                   |
| 2004 | Kyou wa Yukkuri Hanasou (今日はゆっくり話そう) Kimi to no Distance                                                                                      | JP5 (7 Wo.)JP | Erstveröffentlichung: 24. November 2004                               |
| 2005 | Hoshi no Kagayaki yo / Natsu wo Matsu Sail no You ni (星のかがやきよ ／ 夏を待つセイル(帆)のように) Kimi to no Distance                                 | JP2 Gold · (13 Wo.)JP | Erstveröffentlichung: 20. April 2005                                  |
| 2006 | Kanashii Hodo Anata ga Suki / Karatto Ikou! (悲しいほど貴方が好き ／ カラッといこう!) Brezza di mare: Dedicated to Izumi Sakai / Zard Single Collection | JP6 (14 Wo.)JP | Erstveröffentlichung: 8. März 2006                                    |
| 2006 | Heart ni Hi wo Tsukete (ハートに火をつけて) Golden Best: 15th Anniversary                                                                               | JP10 (9 Wo.)JP | Erstveröffentlichung: 10. Mai 2006                                    |
| 2007 | Glorious Mind (グロリアス マインド) Zard Request Best: Beautiful Memory                                                                                 | JP2 Gold · (10 Wo.)JP | Erstveröffentlichung: 12. Dezember 2007                               |
| 2008 | Tsubasa wo Hirogete / Ai wa Kurayami no Naka de (翼を広げて ／ 愛は暗闇の中で) Zard Forever Best: 25th Anniversary                                      | JP3 Gold · (12 Wo.)JP | Erstveröffentlichung: 9. April 2008                                   |
| 2009 | Sunao ni Ienakute (素直に言えなくて) Zard Forever Best: 25th Anniversary                                                                                | JP5 (8 Wo.)JP | Erstveröffentlichung: 27. Mai 2009                                    |

### Videoalben
| Jahr | Titel                                                              | Höchstplatzierung, Gesamtwochen, AuszeichnungChartsChartplatzierungen (Jahr, Titel, Platzierungen, Wochen, Auszeichnungen, Anmerkungen) | Anmerkungen                             |
| Jahr | Titel                                                              | JP | Anmerkungen                             |
| ---- | ------------------------------------------------------------------ | --- | --------------------------------------- |
| 2005 | What A Beautiful Moment                                            | JP1 Gold · (57 Wo.)JP | Erstveröffentlichung: 8. Juni 2005      |
| 2006 | Zard Le Portfolio 1991–2006                                        | JP1 Gold · (43 Wo.)JP | Erstveröffentlichung: 25. Oktober 2006  |
| 2011 | What a Beautiful Memory 2007                                       | JP16 (6 Wo.)JP | Erstveröffentlichung: 13. April 2011    |
| 2011 | What a Beautiful Memory 2008                                       | JP18 (6 Wo.)JP | Erstveröffentlichung: 13. April 2011    |
| 2011 | What a Beautiful Memory 2009                                       | JP15 (6 Wo.)JP | Erstveröffentlichung: 13. April 2011    |
| 2011 | What a Beautiful Memory ~Forever You~                              | JP1 (6 Wo.)JP | Erstveröffentlichung: 10. August 2011   |
| 2016 | Zard Music Video Collection ~25th Anniversary~                     | JP2 (12 Wo.)JP | Erstveröffentlichung: 27. April 2016    |
| 2016 | Zard 25th Anniversary Live “What a Beautiful Memory”               | JP3 (13 Wo.)JP | Erstveröffentlichung: 7. Dezember 2016  |
| 2021 | Zard Streaming Live “What a Beautiful Memory ～30th Anniversary～” | JP17 (11 Wo.)JP | Erstveröffentlichung: 15. Dezember 2021 |
| 2022 | Zard 30th Anniversary Live “What a beautiful memory ～軌跡～”      | JP4 (12 Wo.)JP | Erstveröffentlichung: 5. Oktober 2022   |

### Boxsets
| Jahr | Titel                                                    | Höchstplatzierung, Gesamtwochen, AuszeichnungChartsChartplatzierungen (Jahr, Titel, Platzierungen, Wochen, Auszeichnungen, Anmerkungen) | Anmerkungen                        |
| Jahr | Titel                                                    | JP | Anmerkungen                        |
| ---- | -------------------------------------------------------- | --- | ---------------------------------- |
| 2008 | 『Zard Premium Box 1991–2008』Complete Single Collection | — | Erstveröffentlichung: 28. Mai 2008 |

### Auszeichnungen für Musikverkäufe
Anmerkung: Auszeichnungen in Ländern aus den Charttabellen bzw. Chartboxen sind in ebendiesen zu finden.
| Land/RegionAuszeichnungen für Musikverkäufe (Land/Region, Auszeichnungen, Verkäufe, Quellen) | Gold       | Platin       | Diamant       | Verkäufe   | Quellen        |
| -------------------------------------------------------------------------------------------- | ---------- | ------------ | ------------- | ---------- | -------------- |
| Japan (RIAJ)                                                                                 | 22× Gold22 | 57× Platin57 | 12× Diamant12 | 37.450.000 | riaj.or.jp JP2 |
| Insgesamt                                                                                    | 22× Gold22 | 57× Platin57 | 12× Diamant12 |            |                |

### Bücher
- 2006: Le Portfolio
- 2007: Kitto Wasurenai